# Кейтсби, Роберт
Роберт Кейтсби (англ. Robert Catesby; 3 марта 1572; Уорикшир, Англия — 8 ноября 1605; Стаффордшир, Англия) — английский заговорщик; лидер группы провинциальных английских католиков, которые планировали провалившийся Пороховой заговор 1605 года.

## Биография

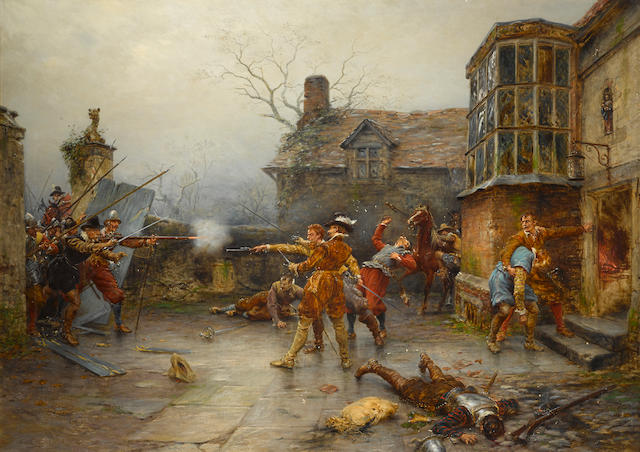
«Холбич-хауз. Последний оплот заговорщиков». Худ. Эрнест Крофтс (1892)

Роберт Кейтсби принадлежал к старинному рыцарскому роду, представители которого нередко находились в оппозиции к действующей власти. Его прапрадед, сэр Уильям Кейтсби, ближайший советник короля Ричарда III, был обезглавлен сразу после битвы при Босворте (1485 год). Роберт был третьим ребёнком и единственным выжившим сыном ещё одного сэра Уильяма Кейтсби и Анны Трокмортон. Он родился предположительно в 1572 году или вскоре после этой даты в главном поместье его отца в Лапворте (Уорикшир). Чтобы избежать присяги превосходства, он оставил колледж, прежде чем принимать свою степень. Провёл юношеские годы в компании других представителей «золотой молодёжи», мало интересуясь религиозными вопросами. Женился на протестантке в 1593 году и стал отцом двоих детей, один из которых выжил и был крещён в протестантской церкви. В 1598 году, после смерти отца и матери он превратился из гуляки в религиозного фанатика.
В 1599 году Кейтсби примкнул к заговору, возглавляемому Робертом Девере, графом Эссексом, когда заговорщики пытались свергнуть королеву Елизавету I. Заговор не удался, по «делу Девере» было арестовано и казнено большинство сторонников графа, но Кейтсби избежал казни и даже ареста. Королева ограничилась крупным штрафом: Кейтсби пришлось расстаться с родовым имением.
Протестант Яков I, который стал королём Англии в 1603 году, был менее терпим к католицизму, чем надеялись его сторонники. Поэтому Кейтсби планировал убить его, взорвав Палату лордов с помощью пороха, что стало бы прелюдией к народному восстанию, в ходе которого католический монарх был бы восстановлен на английском престоле. В начале 1604 года он начал вербовать других католиков в своё дело, в том числе Томаса Винтура, Джона Райта, Томаса Перси и Гая Фокса. Описываемый впоследствии как харизматичный и влиятельный человек, а также религиозный фанатик, в течение следующих месяцев он привлёк ещё восемь участников к заговору, осуществление которого было запланировано на 5 ноября 1605 года. Анонимные письма Уильяму Паркеру, 4-му барону Монтиглу, предупредили власти, и накануне запланированного взрыва во время обыска в парламенте Фокс был найден охраняющим бочки с порохом. Новости о его аресте заставили других заговорщиков покинуть Лондон, предупредив Кейтсби по пути.
С уменьшившейся группой сторонников Кейтсби укрылся в доме Холбич в Стаффордшире, где более 10 часов выдерживал осаду отряда из 200 вооруженных людей. Около 11 часов утра 8 ноября он был тяжело ранен пулей в грудь при штурме жилища, а позже найден мёртвым, сжимающим в руке икону с изображением Девы Марии. В назидание другим его тело было после похорон выкопано, а голова выставлена на улице рядом со зданием парламента.

## Образ в искусстве
- Кит Харингтон в мини-сериале «Порох»